# Нью-гемпшир (порода курей)

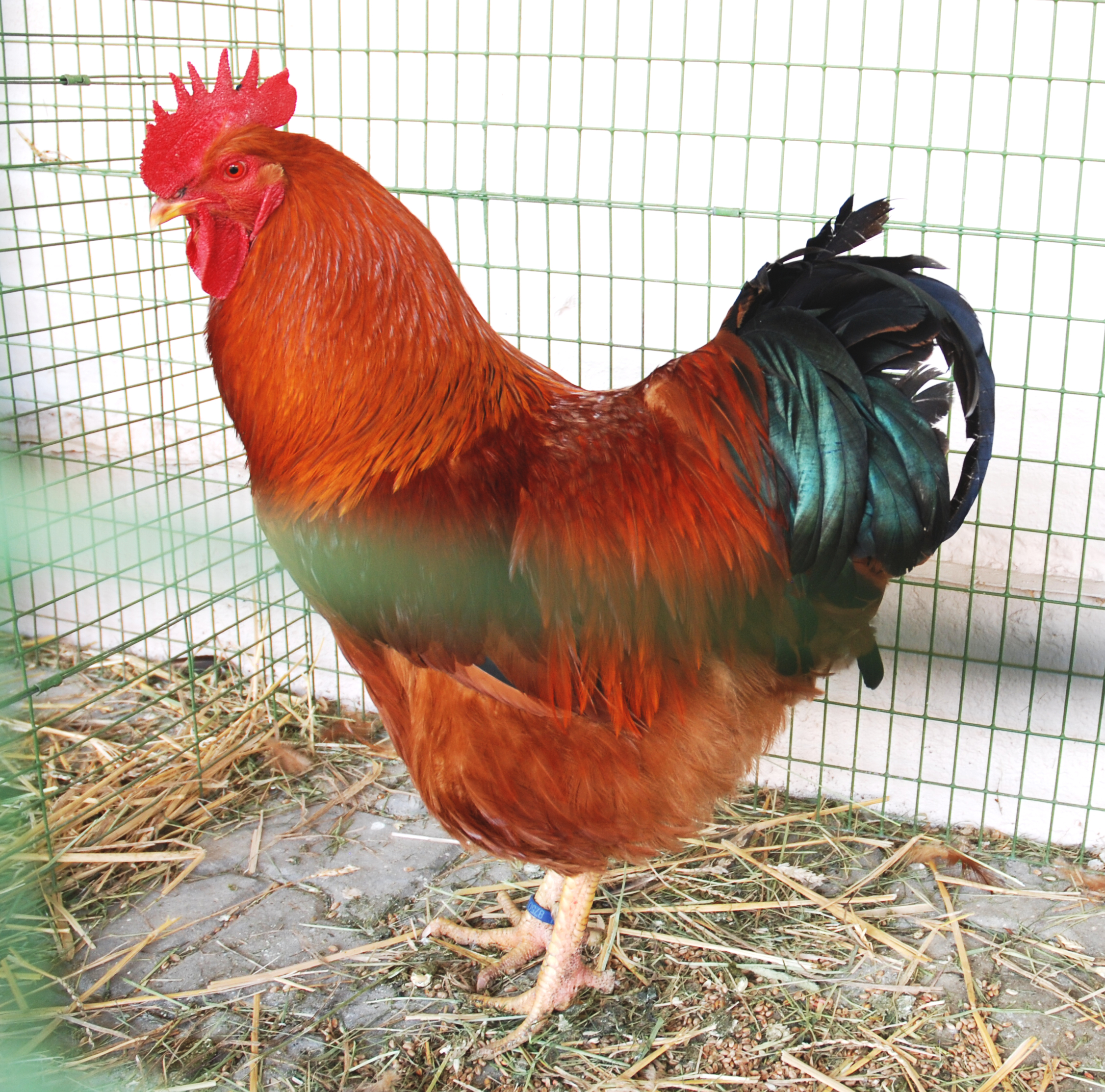
Півень

Нью-Гемпшир (англ. New Hampshire) — порода курей м'ясо-яєчного напрямку продуктивності. Виведена у США у 1935 році з участю породи род-айленд.

## Характеристики
Оперення: горіхового кольору, з чорним хвостом, на шиї золотисті і чорні «намистинки».
Екстер'єр: гребінь прямий, складається з п'яти зубців. Хвіст з тулубом повинен становити кут 45 градусів. Ноги короткі, жовті. Дзьоб темний. У хвості 2-3 темні косиці, груди широкі, опуклі з рівним кілем.
Жива вага: півні ~ 3,5-4,5 кг, кури ~ 3-3,5 кг.
Несучість: 200—220 яєць в рік масою 65-70 г.
Характерні особливості: добре розвинений інстинкт насиджування, несучість зменшується зі збільшенням маси яйця.

## Стандарт
Кури — горіхового кольору, з чорним хвостом, на шиї — чорні «намистинки». У півня ці «намистинки» нечіткі, але цятки повинні бути. У всіх золотисте оперення на шиї. Середина тулуба у півня темніша ніж у курки. Гребінь прямий, складається з п'яти зубців.